# Infernal (schwedische Band)
Infernal war eine schwedische Black-Metal-Band.

## Bandgeschichte
Blackmoon gründete Infernal 1996, nachdem er die Band Dark Funeral verlassen hatte. 1999 brachte er die selbstbetitelte EP als fünfte Veröffentlichung seiner eigenen Plattenfirma Hellspawn Records heraus.
Alzazmon, der auch bei Dark Funeral gespielt hatte, wurde Schlagzeuger bei Infernal. Matte Modin hingegen wechselte nach der EP und einigen Konzerten von Infernal zu Dark Funeral. Außerdem probte die Band mit Typhos von Dark Funeral, und beide Bands probten im selben Gebäude.
Die Band kündigte für März/April 2002 ein Album an und unterschrieb bei Hammerheart Records, wo die EP Summon Forth the Beast als Vorgeschmack auf das geplante Album erschien. Neben zwei eigenen Liedern enthielt sie je eins von Morbid Angel, VON und Bathory. Über Hammerheart Records erschien 2002 auch das Material der ersten EP als Split-Veröffentlichung mit der ersten Dark-Funeral-EP, diese wird aber auf Dark Funerals offizieller Website nicht in der Diskographie aufgeführt. Das angekündigte Album erschien nie. 2010 wurde die EP The Infernal Return veröffentlicht, bei der Blackmoon mit seinem bürgerlichen Namen David Parland auftrat und alle Instrumente außer dem Schlagzeug einspielte; Tomas Asklund von Gorgoroth, der früher unter dem Namen Alzazmon mitgewirkt hatte, half als Schlagzeuger aus. Auf der Rückseite der EP werden Martin Halfdan als Gitarrist und Carl Engström als Schlagzeuger vorgestellt.
2013 starb Parland. Er hatte kurz vorher ein neues Infernal-Album angekündigt. Da die Band aber zum Zeitpunkt seines Todes nur noch aus ihm bestand, ist unklar, ob er das Album fertigstellen konnte.

## Musikstil
Die Musik ist im Vergleich zu Blackmoons voriger Band Dark Funeral schneller und wurde von Daniel Ekeroth als „[t]euflischer, brutaler und unglaublich präziser Black Metal“ beschrieben. Abbas von Teufel’s Tomb bezeichnete die erste EP als würdigen Nachfolger des Dark-Funeral-Debütalbums The Secrets of the Black Arts, der zeige, dass die guten Kompositionen der Band von Blackmoon stammten. Nhashi von Voices from the Darkside beschrieb Summon Forth the Beast als mittelmäßig und bei den eigenen Kompositionen an Dark Funeral erinnernd. Gunnar Sauermann vom Metal Hammer verglich den Stil der EP mit dem von Dark Funeral und frühen Marduk. Bruder Cle vom Rock Hard hingegen bezeichnete ihre Eigenkompositionen als „musikalisch kompetent heruntergeprügelte, schnelle Death/Black-Metal-Stücke der Marke Belphegor/alte Morbid Angel, die zwar dank der satten Produktion ordentlich knallen, aber auch nicht gerade vor Originalität strotzen“, die Selbstbezeichnung als „Satanic Holocaust Metal“ als „verbalen Schwachsinn“.

## Ideologie
Blackmoon kündigte 2001 ein Konzeptalbum zum Thema Armageddon an. Er bezeichnete Infernal als „Satanic Holocaust Metal“ und die Lieder als Invokationen des Endes dieser Welt und alles Lebenden; das Ende von Jehovah, dem Christentum, der Menschheit und allem Leben. Die Texte seien wie apokalyptische Gemälde, die dunkle und sinistre Atmosphären beschreiben, und nicht wie Deicide-Texte, sondern eher wie dunkle, satanische und sehr apokalyptische Poesie. Auf der EP The Infernal Return wird die Bezeichnung „Satanic Death Black Metal“ verwandt.

## Diskografie
- 1999: Infernal (EP)
- 2002: Summon Forth the Beast (EP)
- 2010: The Infernal Return (EP)